# Entwicklungszusammenarbeit
Entwicklungszusammenarbeit, früher auch als Entwicklungshilfe bezeichnet, ist das gemeinsame Bemühen von Industrieländern und Entwicklungsländern, weltweite Unterschiede in der sozioökonomischen Entwicklung und in den allgemeinen Lebensbedingungen dauerhaft und nachhaltig abzubauen. Heutzutage spricht man von „Globaler Entwicklung“. Als Grundprinzip der Zusammenarbeit gilt dabei „Hilfe zur Selbsthilfe“ im Gegensatz zu bloßer Nothilfe in Krisensituationen.

## Abgrenzung des Begriffes
Seit den 1990er-Jahren löst die partnerschaftlich orientierte Entwicklungszusammenarbeit als Begriff in der Entwicklungspolitik den der Entwicklungshilfe ab. Der Begriffswandel von Entwicklungshilfe hin zur Entwicklungszusammenarbeit illustriert den Anspruch einer partnerschaftlichen Gleichberechtigung von Geber- und Empfängerländern, im Gegensatz zu der besonders in den Anfangsjahren nach dem Zweiten Weltkrieg und der Dekolonisierung dominierenden Rolle des technischen Fachwissens und der finanziellen Möglichkeiten der Geberländer. Mit diesem Begriffswandel ist allerdings nicht zwingend auch ein Wandel der Philosophie verbunden, sodass Entwicklungszusammenarbeit oft sehr ähnliche Ziele verfolgt wie frühere Entwicklungshilfe. Am deutlichsten wird der begriffliche Wandel allerdings in der Formulierung der UN-Ziele für nachhaltige Entwicklung im Jahr 2015, die nun alle Staaten der Welt gleichermaßen zu Entwicklungsbemühungen im Sinne globaler Ziele verpflichten. Zu den Rahmenbedingungen gehört auch die Reflexion der eigenen möglicherweise durch Subventionen verzerrten Handelspolitik und deren Zollanreize.
Flüchtlings-, Hunger-, Katastrophen- und humanitäre Hilfe erfolgt hingegen kurzfristig und ist darauf bedacht, die schlimmsten Auswirkungen von Naturkatastrophen, Kriegen und anderen humanitären Krisen möglichst schnell zu mildern und die momentanen Lebensbedingungen zu verbessern. Ihnen folgt meist die Entwicklungszusammenarbeit als sogenannte Aufbauhilfe, die im Gegensatz langfristige, nachhaltige Ziele und strukturelle Änderungen beabsichtigt.
Entwicklungspolitik ist ein Überbegriff für staatliche Programme, die die politische, wirtschaftliche und soziale Situation in unterentwickelten Staaten verbessern sollen.

## Staatliche internationale Entwicklungshilfe
1961 entstand der Begriff der Entwicklungshilfe zum ersten Mal, als am 30. September 1961 die Organisation für wirtschaftliche Zusammenarbeit und Entwicklung (OECD) mit Sitz in Paris gegründet wurde. Ihre Aufgabe war es, die damals sogenannte Entwicklungshilfe international zu koordinieren und untereinander besser abzustimmen.
Bis dahin bestand die einzige Hilfe in Form von Krediten für die in die Unabhängigkeit entlassenen Kolonien, mit denen die Hoffnung verbunden war, sie würden eine ähnliche wirtschaftliche Dynamik entfalten wie nach dem Zweiten Weltkrieg der Marshallplan in Europa.
Die Gründung der OECD führte zur Bildung von Entwicklungsministerien in zahlreichen Ländern. Der Gründung vorausgegangen war eine Welle von in die Unabhängigkeit entlassenen afrikanischen Staaten (Dekolonisation).

### Staatliche Entwicklungszusammenarbeit
Die staatliche Entwicklungszusammenarbeit (EZ) kann untergliedert werden in:

#### Multilaterale Entwicklungszusammenarbeit
Im Rahmen der multilateralen Entwicklungszusammenarbeit leisten einige Industrieländer Zahlungen an überstaatliche Zusammenschlüsse und Organisationen, die diese Gelder verwalten und im Rahmen unterschiedlichster Programme an Entwicklungsländer auszahlen. Multilaterale Geber sind z. B. die Weltbank-Gruppe, der Global Fund to Fight AIDS, Tuberculosis and Malaria, die Vereinten Nationen und deren Sonderorganisationen, beispielsweise das Entwicklungsprogramm der Vereinten Nationen, das Umweltprogramm der Vereinten Nationen, die Weltgesundheitsorganisation, der Bevölkerungsfonds der Vereinten Nationen und das Welternährungsprogramm der Vereinten Nationen.

#### Bilaterale Entwicklungszusammenarbeit
In der bilateralen Entwicklungszusammenarbeit unterstützen Industrieländer ihre Partnerländer in Form von finanzieller, technischer und personeller Zusammenarbeit; diese Hilfe wird durch bilaterale Abkommen zwischen dem Geber- und Empfängerland geregelt. Das Development Assistance Committee der OECD ist das wichtigste Gremium der bilateralen Geber. In ihm sind 22 Industrienationen und die Europäische Union vertreten, die alle drei Jahre einen Bericht über ihre „Öffentliche Entwicklungszusammenarbeit“ (Official Development Assistance) vorlegen.
Beiträge zur bilateralen Entwicklungszusammenarbeit können auch Initiativen für wirtschaftswissenschaftliche oder kulturelle Bildungsnetzwerke sein. Beispiele aus dem deutschsprachigen Raum sind Internationale Wissenschaftsjahre des BMBF für jeweils wechselnde Partnerländer oder das ASEA-UNINET zwischen Österreich und Ostasien.

### Entwicklungszusammenarbeit der Vereinten Nationen
Anfang der 1960er Jahre herrschte in der Entwicklungszusammenarbeit die Vorstellung einer „Grünen Revolution“ vor. Man müsse die Landwirtschaft nur mit modernen Produktionsmethoden versehen, um die Ernährung der Weltbevölkerung sicherzustellen. Die landwirtschaftliche Produktion wurde gesteigert. Allerdings wuchsen die Abhängigkeiten in der Landwirtschaft, und das Wissen um traditionelle Anbaumethoden ging vielfach verloren.
1964 gründete sich die Gruppe der 77 als Interessenvertretung, der mittlerweile 131 Entwicklungsländer angehören.
1965 entstand das Entwicklungsprogramm der Vereinten Nationen. Seit 1970 koordiniert es die Programme und Aktivitäten der Vereinten Nationen. In seinem jährlich veröffentlichten „Human Development Report“ legt das Entwicklungsprogramm (UNDP) eine umfassende Analyse der sozialen Entwicklungen in der Welt vor.
1970 formulierten die Vereinten Nationen das Ziel, dass die Industrieländer 0,7 % ihres Bruttonationaleinkommens bzw. Bruttosozialprodukts für öffentliche Entwicklungshilfe aufwenden sollen. Es wurde bis heute von nur wenigen Staaten (z. B. Norwegen, Schweden, Dänemark, Niederlande, Luxemburg) erreicht.
In einem langfristigen Prozess begannen die Vereinten Nationen in den 80er Jahren auf Initiative der damaligen Ausschussvorsitzenden der Kommission für Umwelt und Entwicklung, Gro Harlem Brundtland, eine globale Agenda 21 für einen weltweiten, nachhaltigen Wandel zu formulieren, der zu einer völligen Neubewertung von Umwelt- und Entwicklungsproblemen führte und deren Umsetzung bis in die Gegenwart anhält.

#### Träger (Auswahl)
- International Development Association (IDA) der Weltbankgruppe
- United Nations Development Programme (UNDP)
- United Nations Children’s Fund (UNICEF)
- Freiwilligenprogramm der Vereinten Nationen (UNV)

### Europäische Entwicklungszusammenarbeit
→ Für die Entwicklungszusammenarbeit einzelner Länder siehe Entwicklungszusammenarbeit Deutschlands, zu der bei öffentlichen Trägern die Technische Zusammenarbeit und die Finanzielle Zusammenarbeit gehören, Französische Entwicklungszusammenarbeit, Österreichische Entwicklungszusammenarbeit und Schweizer Entwicklungszusammenarbeit.
Die europäische EZ begann 1963 mit den Yaoundé-Abkommen, das zwischen der damaligen Europäischen Wirtschaftsgemeinschaft und seinen ehemaligen Kolonien den Aufbau einer Freihandelszone und den Abbau von Handelshemmnissen vorsah. Nach dem Beitritt von Großbritannien 1973 in die Europäische Wirtschaftsgemeinschaft erweiterte sich der Kreis der Entwicklungsländer als auch die Art der Entwicklungszusammenarbeit. Ab 1975 wurden die Vorhaben als Lomé-Abkommen in Abständen von fünf bzw. zehn Jahren regelmäßig fortgeführt. Von 2000 an wurden die Lomé-Abkommen durch das Cotonou-Abkommen abgelöst, das über eine längere Laufzeit – insgesamt zwanzig Jahre bei einer Überprüfung der Vertragsbedingungen alle fünf Jahre – verfügt und dessen Entwicklungszusammenarbeit stärker an die Erfüllung der Kriterien der good governance geknüpft wird.
1992 wurde das Europäische Amt für humanitäre Hilfe (ECHO) geschaffen, um schneller und flexibler humanitäre Hilfe in Katastrophen- und Notfällen zu leisten. ECHO arbeitet mit mehr als 200 Partnern zusammen, die einen Partnerschaftsrahmenvertrag mit der EU-Kommission unterzeichnet haben.
Seit 2001 ist das Amt für Zusammenarbeit EuropeAid die zentrale Stelle für die praktische Umsetzung der europäischen Entwicklungspolitik. EuropeAid verwaltet die Programme und Projekte in allen Entwicklungsländern. Den Vorsitz von EuropeAid hat deshalb der EU-Kommissar für Außenbeziehungen, die Geschäftsführung der Kommissar für Entwicklung.

#### Träger (Auswahl)
- EuropeAid – Koordination sämtlicher europäischer Entwicklungspolitik
- ECHO – Europäisches Amt für humanitäre Hilfe
- Europäische Bank für Wiederaufbau und Entwicklung (EBRD)
- Europäische Investitionsbank (EIB)
- Europäischen Entwicklungsfonds (EEF)

## Entwicklungszusammenarbeit der Nichtregierungsorganisationen
Wichtige Akteure im Bereich der Entwicklungszusammenarbeit sind die Nichtregierungsorganisationen (NRO). Diese arbeiten in sehr unterschiedlichen Themenfeldern. Viele NRO finanzieren sich zu einem großen Teil über Spendengelder, erhalten aber auch staatliche Zuwendungen. Manche sind hauptsächlich politisch aktiv, um eine Veränderung von Gesetzen sowohl in den Industrieländern als auch in den Ländern, in denen sie arbeiten, zu erreichen.
NRO, die auch in Entwicklungsländern entweder über eigene Strukturen oder einheimische Kooperationspartner aktiv sind, legen in ihrer heutigen Entwicklungszusammenarbeit Wert darauf, dass sie die Menschen in den Entwicklungsländern zu „Hilfe zur Selbsthilfe“ befähigen. Dies bedeutet jedoch, dass die Menschen, denen geholfen werden soll, bereits zum Start eines Projekts in alle geplanten Maßnahmen involviert werden müssen. Den Menschen in den Projektgebieten kommt, angefangen bei der Bedarfsanalyse über die Projektgestaltung, eine federführende Rolle zu. Die meisten NRO betrachten sich heute als Partner der Menschen in den Entwicklungsländern.

## Partizipative methodische Ansätze

### Systematisierung
Eine Systematisierung stellt einen partizipativen Prozess der Wissensproduktion dar. Dabei wird das Wissen der eigenen Praxis durch Reflexion und kritische Analyse extrahiert. Zentraler Aspekt hierbei ist, dass die Analyse der Praxis(-erfahrungen) und die Konstruktion des Wissens von jenen Personen durchgeführt werden, die auch die Projekt-Aktivitäten umgesetzt oder an den Aktivitäten teilgenommen haben. Dies bedeutet, dass bei der Systematisierung „Subjekt“ und „Objekt“ der Wissensproduktion identisch sind. Diese Einheit wird dadurch charakterisiert, dass die Wissensproduktion bei einem Systematisierungsprozess immer auf ein praktisches Wissen abzielt, um so Vorgänge besser verstehen und eine Steigerung der Effektivität erzielen zu können.
Eine Systematisierung von Projekterfahrungen kann jedoch zu einem gewissen Grad auch theoretisches Wissen produzieren bzw. Theorien bereichern oder eventuelle Schwachpunkte in theoretischen Ansätzen aufzeigen. Dies bedarf allerdings einer rigorosen Gegenüberstellung der Ergebnisse einer Systematisierung mit vorhandenen Theorien und Ansätzen.

#### Ursprung
Systematisierung ist ein Konzept, welches in Süd- und Mittelamerika in den 1970er Jahren entwickelt wurde. Der Ausgangspunkt der Systematisierung liegt vor allem in der Educación Popular (Paolo Freire). In den folgenden Jahrzehnten wurden das Konzept und der Arbeitsansatz immer weiter verbessert und verfeinert und den aktuellen Bedingungen angepasst. Wichtige Vertreter dieser Weiterentwicklung waren bzw. sind: Oscar Jara, Marfil Francke, María de la Luz Morgan und Alfredo Ghiso, sowie all jene Organisationen, die systematisiert haben.

### Transition
Im Kontext der Entwicklungszusammenarbeit wird unter Transition die Übergangsphase verstanden, in der Projekte nach längerer externer Finanzierung erfolgreich in die Selbständigkeit begleitet werden. Speziell im Sinne einer ökonomischen Nachhaltigkeit muss dieses „Entlassen in die Selbständigkeit“ behutsam und strategisch vorbereitet und durchgeführt werden.
Als Transitionsprozess wird aber auch der Wechsel von einem Projekt-/Programmansatz zu einem anderen verstanden.
Generell ist anzumerken, dass ein Transitionsprozess nicht erst am Ende eines Projektes oder Programms beginnen kann, sondern vielmehr ein integrativer Bestandteil der gesamten Projekt bzw. Programm-Umsetzungsphase sein muss.

### Anwaltschaftliche Arbeit
Unter Anwaltschaft (im Englischen „Advocacy“ genannt) wird ein politischer Prozess von einem Individuum oder einer Gruppe verstanden, welcher darauf ausgelegt ist, Entscheidungen des öffentlichen Rechts sowie der Verteilung von Ressourcen innerhalb politischer, ökonomischer und sozialer Systeme und/oder Institutionen zu beeinflussen. Anwaltschaftliche Aktivitäten von einer Person oder einer Gruppe können unter anderem Medienkampagnen, öffentliche Reden sowie die Auftragsvergabe und Veröffentlichung von Forschungs- oder Umfrageergebnissen beinhalten. Lobbying ist eine spezifische Form von Anwaltschaft und zugleich eine bestimmte Weise der Interessenvertretung in Politik und Gesellschaft. Mittels Lobbyismus versuchen Interessengruppen (Lobbys) vor allem durch die Pflege persönlicher Verbindungen, die Exekutive und Legislative zu beeinflussen.

## Forschung
Es gibt verschiedene Forschungszweige, die sich mit der Entwicklungszusammenarbeit befassen. Einerseits befasst sich Forschung im Allgemeinen mit verschiedenen Ansätzen von Entwicklung und der Wirkung der Entwicklungszusammenarbeit. Andererseits gibt es Forschung zur konkreten Unterstützung der Entwicklungszusammenarbeit. Diese Forschung verbindet oftmals verschiedene Disziplinen und Forschung zur konkreten Unterstützung der Entwicklungszusammenarbeit und begibt sich in ein Spannungsfeld zwischen Wissenschaft und Praxis. 
Forschung und wissenschaftliche Analysen sind eine wichtige Grundlage für die praktische Entwicklungszusammenarbeit, jedoch gibt es diverse Herausforderungen bei der Zusammenarbeit zwischen Entwicklungsforschung und der Entwicklungszusammenarbeit. Bei der Forschung zur Entwicklungszusammenarbeit ist es wichtig, dass Forschende aus dem Globalen Norden mit Forschenden aus dem Globalen Süden durch sogenannte Nord-Süd-Forschungszusammenarbeit kooperieren, um verschiedene Perspektiven zu berücksichtigen.

## Spannungsfelder
Die Entwicklungszusammenarbeit war seit Anfang an den Spannungsfeldern von höchst unterschiedlichen Interessen ausgesetzt.

### Rohstoffe
Die meisten der heutigen Entwicklungsländer waren nach dem Zweiten Weltkrieg mit Ausnahme Lateinamerikas noch unter Kolonialherrschaft. Nach Erlangung ihrer häufig blutig erkämpften Unabhängigkeit waren diese Länder ausgebeutet, verarmt und gegenüber den entwickelten Ländern verschuldet.
Entwicklungsländer besaßen häufig reiche Rohstoffvorkommen, nicht aber die Mittel, sie zu veredeln. Die Industrienationen verfügten dagegen über diese Mittel, jedoch nicht mehr über die benötigten Rohstoffe.

### Ost-West-Gegensatz
Im Spannungsfeld des sogenannten Ost-West-Konfliktes suchten die konkurrierenden Blöcke unter den Entwicklungsländern nach Verbündeten. Aus Furcht, ein Land nach dem anderen würde zum feindlichen Block übertreten, wurden häufig nach dem Motto „der Feind meines Feindes ist mein Freund“ strategisch wichtige Entwicklungsländer gefördert, auch wenn es sich um blutige und korrupte Diktaturen handelte, die die Entwicklungschancen des jeweiligen Landes behinderten.
Beispiele dafür sind die Zusammenarbeit der Sowjetunion mit diktatorischen Regimes wie in Kuba, Nordkorea oder zeitweise Angola. Neben der UdSSR war hier auch die DDR aktiv und hatte seit etwa 1960 ein eigenes Büro für wirtschaftliche und wissenschaftlich-technische Zusammenarbeit mit einigen Staaten.
Andere Entwicklungsländer pendelten zwischen beiden Blöcken hin und her, um opportunistisch die jeweils besten Möglichkeiten zu nutzen („Schaukeldividende“).

### Wiedergutmachung für erlittene Kolonialpolitik
1964 gründete sich die Gruppe der 77 mit mittlerweile 131 Entwicklungsländern als Mitglieder, die in der Charta von Algier die wirtschaftlichen Rechte der Dritten Welt, Wiedergutmachung für Jahrhunderte Kolonialpolitik und die Umgestaltung der Weltbank in eine Entwicklungsbank fordern. Eine zentrale Forderung ist es, jährlich mindestens ein Prozent des in den Industriestaaten erwirtschafteten Bruttosozialprodukts den Entwicklungsländern zugutekommen zu lassen.

### Internationaler Terrorismus
Die Terroranschläge am 11. September 2001 in den USA nahm die US-amerikanische Regierung zum Anlass, nach eigenen Angaben aus sicherheitspolitischen Gründen Kriege gegen die Taliban in Afghanistan 2001 und 2003 gegen die Diktatur Saddam Husseins im Irak zu führen. Diese Sicherheitspolitik setzte neben politischen und militärischen Druckmitteln auch auf entwicklungspolitische Unterstützungsmaßnahmen, um die Entwicklungsländer zur Kooperation im Kampf gegen den Terrorismus zu bewegen.

### Sicherung von Absatzmärkten
Einige der Entwicklungsländer, besonders im asiatischen Raum, bergen in sich ein enormes Potential von Wirtschaftswachstum und werden von den Industrienationen als zukünftige Absatzmärkte für ihre eigenen Produkte für wirtschaftlich strategisch wichtig erachtet.

### Israel-Palästina-Konflikt
Am 27. März 2017 verkündete das Außenministerium des Staates Israel die Reduzierung von Zahlungen an UN-Institutionen wegen obsessiver Diskriminierung um zwei Millionen US-Dollar. Stattdessen werden diese Gelder in die Ausweitung israelischer Projekte in Entwicklungsländern investiert, die Israel in internationalen Institutionen unterstützen.

## Gravierende Einschnitte

### Ölpreiskrise 1973/74
Infolge des Jom-Kippur-Krieges verhängten die arabischen Erdöl exportierenden Staaten vom Oktober 1973 bis März 1974 einen Ölboykott gegen Israel freundlich gesinnte Länder. Dies verursachte die erste Ölpreiskrise. Zwischen 1973 und 1974 vervierfachte sich der Preis für Rohöl von fast drei US-Dollar auf annähernd zwölf US-Dollar pro Barrel.
Die Entwicklung in den Entwicklungsländern wurde gebremst. Die sich verschlechternden Handelsbedingungen für viele ihrer Rohstoffe in den 1970er und 1980er Jahren führten zu sinkenden Deviseneinnahmen, die sie vermehrt für das verteuerte Rohöl ausgeben mussten. 
Viele Entwicklungsländer nahmen Schulden auf, um das teurere Rohöl zu kaufen und/oder um ihre stagnierende oder schrumpfende Wirtschaft anzukurbeln (siehe auch Keynesianismus).
1979 und 1980 stimmten die OPEC-Staaten für eine zweite Preissteigerungsrunde und erhöhten den Richtpreis für Erdöl auf über 30 US-Dollar pro Barrel. In den Industriestaaten kam es zur zweiten Ölpreiskrise und einer noch stärkeren Weltwirtschaftsrezession als nach der ersten Ölkrise. Regierungen erhöhten den Leitzins, wodurch die Probleme bei der Schuldenrückzahlung vor allem für die Entwicklungsländer verschärft wurden und zu noch geringeren Exporterträgen der Entwicklungsländer führten.
In den 1980er Jahren wurde es für die Entwicklungsländer zunehmend schwieriger, frühere Kredite von Geschäftsbanken zurückzuzahlen. Sie baten die Weltbank um Hilfe. Die Weltbank gewährte ihnen nur dann Kredite, wenn die Empfängerländer sogenannten Strukturanpassungsprogrammen zustimmten, die Wirtschaftsreformen zur Verringerung der Importe und Förderung der Marktwirtschaft erzwangen.

### Politischer Umbruch 1989
Der nach 1945 entstandene Ost-West-Konflikt endete 1989 bis 1991 mit dem politischen und ökonomischen Zusammenbruch der meisten kommunistischen Regime. Der Ostblock und seine Führungsmacht Sowjetunion fielen auseinander. Diese Vorgänge veränderten das internationale System und Ansichten in der Entwicklungspolitik in mehrfacher Hinsicht.
Unterstützung menschenverachtender Diktaturregime, die mit „Blockrücksichten“ entschuldigt wurden, erwiesen sich nun als überflüssig, wie auch die aus dem Ost-West-Konflikt entstandenen „Stellvertreterkriege“ zwischen und innerhalb von Entwicklungsländern. Es verbesserten sich die Chancen, gegenüber Entwicklungsländern Mindestbedingungen wie die Einhaltung der Menschenrechte, den Kampf gegen Korruption sowie Entwicklungsengagement zu fordern und die Einhaltung dieser Standards an die Weiterleistung von Entwicklungshilfe zu knüpfen. Andererseits hatte die „Blockdisziplin“ auch zur Unterdrückung und Eingrenzung inner- und zwischenstaatlicher Konflikte beigetragen, die sich nunmehr verschärften und teilweise gewaltsam ausgetragen wurden.
Strategisch interessante Entwicklungsländer konnten Ost und West nicht länger zum eigenen Vorteil gegeneinander ausspielen. Zudem fiel die Entwicklungshilfe der Ostblockstaaten schlagartig weg, die allerdings von bescheidener Größenordnung und zudem auf „sozialistische“, blockangehörige Entwicklungsländer wie Kuba und Nordkorea konzentriert gewesen war. Angesichts wachsender Probleme auch im Norden kamen es nicht zur Umschichtung von Verteidigungsausgaben zur Entwicklungszusammenarbeit. Des Weiteren kam hinzu, dass nun ein Teil der früheren Ostblockländer mit den Entwicklungsländern um die Mittel des Westens konkurrierte.
Mit dem Kommunismus war auch das zentralistisch-planwirtschaftliche Entwicklungsmodell der Ostblockstaaten gescheitert, das mit starkem staatlichem Zwang gearbeitet hatte. Dies führte nicht nur zu grundlegenden Veränderungen sowohl in der entwicklungspolitischen Strategie vieler Entwicklungsländer und ihrer Träger, sondern auch in der wissenschaftlichen Diskussion der Entwicklungstheorie. Bündnispolitik, Freund-Feind-Denken und geostrategische Interessen beeinflussen aber nach wie vor die Entwicklungszusammenarbeit.

## Einzelaspekte

### Frauen und Entwicklung
Die Erfahrungen von Frauen, ihre Kreativität und ihre Schaffenskraft sind wesentlich für die Entwicklung ihrer Länder und für lebendige Demokratien. Die Weltbank hat nachgewiesen, dass Länder, in denen die Unterschiede zwischen Männern und Frauen bei Erziehung, Beschäftigung und Eigentumsrechten gering sind, weniger Unterernährung und Kindersterblichkeit kennen. Die Wirtschaft dieser Länder wächst schneller, mit weniger Umweltschäden und sie werden zunehmend verantwortungsvoller regiert. Verbesserte Bildungs- und Lebenschancen für Frauen tragen außerdem zu einer bewussten Familienplanung und einem moderaten Bevölkerungswachstum bei.
Eine Studie der Weltbank stellt fest: „Investitionen in Bildung für Mädchen sind die wirksamsten Einzelinvestitionen, die ein Entwicklungsland vornehmen kann. Die Ausbildung von Mädchen wirkt auf alle Dimensionen der Entwicklung: geringere Kinder- und Müttersterblichkeit, eine geringere Fruchtbarkeitsrate, höherer Bildungsstand bei Töchtern und Söhnen, höhere Produktivität und besserer Umgang mit der Umwelt.“
Wenn Frauen diskriminiert oder unterdrückt werden, bilden sie in den entsprechenden Gesellschaften ein „blockiertes Entwicklungspotential“. Die Gesellschaft ist somit nicht in der Lage, eine vorhandene und bedeutende Entwicklungsressource zu nutzen. Abgesehen davon ist die Diskriminierung von Frauen ein Menschenrechtsproblem.

### Kommunale Entwicklungszusammenarbeit
In den letzten Jahren hat sich zunehmend die Erkenntnis durchgesetzt, dass Entwicklung auf Good Governance, Partizipation und Dezentralisierung aufbauen muss, um nachhaltig sein zu können. Damit rücken Kommunen, kommunale Selbstverwaltung und kommunale Entwicklungspolitik ins Blickfeld der Entwicklungszusammenarbeit. Für die Vereinten Nationen, die Weltbank und andere internationale Organisationen sind heute kommunale Projekte bzw. auf eine Stärkung selbstverwalteter Strukturen gerichtete Aktivitäten ein wichtiges Element ihrer Arbeit. Zugleich hat die Bedeutung der Kommunen als Akteure der internationalen Entwicklungszusammenarbeit international stark zugenommen. Das ist beim Millennium-Gipfel, der UN-Generalversammlung im Jahr 2000, unterstrichen worden. Die Weltunion der Kommunen (United Cities and Local Governments – UCLG) hat sich 2005 der UN-Millenniumkampage angeschlossen und die Umsetzung der Millennium-Entwicklungsziele als Aufgabe der Städte und Gemeinden angenommen. Zuletzt hat die internationale Staatengemeinschaft mit der im September 2015 verabschiedeten Agenda 2030 für nachhaltige Entwicklung bekräftigt, dass sich globale Herausforderungen nur gemeinsam lösen lassen. Durch ihre Nähe zu Bürgern, Unternehmen und lokalen Initiativen kommt Kommunen beim Erreichen dieser Ziele eine entscheidende Rolle zu.

### Kultur und Entwicklung
Die Kultur fristet in der internationalen Entwicklungszusammenarbeit ein Schattendasein. Dies betrifft einerseits Kultur im weiteren Sinne, als Lebensweise, Tradition und Brauchtum (sogenannte soziokulturelle Schlüsselfaktoren), im Besonderen aber Kultur im engeren Sinne, als Kunst und Kreativität in den Bereichen Bildende Kunst, Darstellende Kunst, Literatur, Musik und Medien sowie deren Einfluss auf die Entwicklung eines Individuums, einer Gesellschaft oder eines Staates.
Für die deutsche Außenpolitik ist festzustellen, dass sich die beiden jeweils zuständigen Ministerien für Entwicklungspolitik und Auswärtige Kulturpolitik, das Bundesministerium für wirtschaftliche Zusammenarbeit und Entwicklung (BMZ) und das Auswärtige Amt (AA) nur in wenigen Teilbereichen zuständig fühlen. Dies betrifft die Abteilung Kultur und Kommunikation des AA sowie das Referat 204 Gleichberechtigung der Geschlechter; Menschenrechte; Kultur und Entwicklung im BMZ. Zusätzlich sind auch verschiedene Landesministerien hier aktiv.
Auf internationaler Ebene gewinnt das Thema in den letzten Jahren zunehmend an Bedeutung. Zentrales und zugleich jüngstes Moment ist das UNESCO Übereinkommen zum Schutz und zur Förderung der Vielfalt kultureller Ausdrucksformen von 2005: „Die Bedeutung des Zusammenhangs zwischen Kultur und Entwicklung für alle Länder, insbesondere für die Entwicklungsländer, zu bekräftigen und die Maßnahmen zu unterstützen, die auf nationaler und internationaler Ebene ergriffen werden, um die Anerkennung des wahren Wertes dieses Zusammenhangs sicherzustellen […] Die internationale Zusammenarbeit und Solidarität in einem Geist der Partnerschaft zu stärken, um insbesondere die Fähigkeiten der Entwicklungsländer zum Schutz und zur Förderung der Vielfalt kultureller Ausdrucksformen zu erhöhen.“ Staaten wie Schweden (SIDA), Dänemark (Danida), die Niederlande widmen sich bereits intensiv dem Thema. Österreich (OEZA) und die Schweiz (DEZA) haben in den vergangenen Jahren ihr Engagement deutlich eingeschränkt.

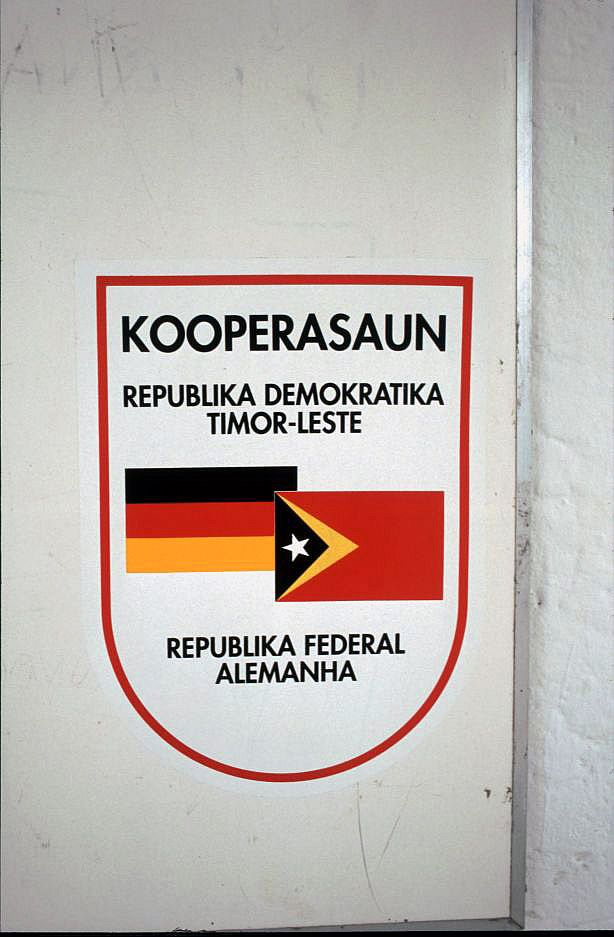
Emblem der GTZ in Osttimor

In den letzten Jahren beschäftigen sich zunehmend auch deutsche Akteure im Gegenstandsbereich. Ein Startpunkt waren etwa die Konferenzen zu „Fortschritt“ 2004 und „Kultur, Entwicklung und Fortschritt“ 2006 des Goethe-Instituts und der Deutschen Gesellschaft für technische Zusammenarbeit (GTZ) GmbH. Das Goethe-Institut baute seine Arbeit in diesem Bereich aus und gründete in Zusammenarbeit mit lokalen Akteuren die weltweite Initiative Kultur und Entwicklung. Die Aktivitäten konzentrieren sich auf die folgenden vier Bereiche:
- Berufliche Qualifizierung
- Bildungsberatung/Bildungskooperation
- Gestaltung kultureller Räume
- Zusammenarbeit mit der Zivilgesellschaft.[18]

Auch der Deutsche Entwicklungsdienst (DED) widmet sich auf seine Weise dem Feld.
Die Szene der NROs auf diesem Gebiet ist weiter dünn bestellt. Deutsche Beispiele sind der seit 1992 in Münster ansässige und in Nicaragua agierende gemeinnützige Verein Pan y Arte und der in Tansania aktive Freundeskreis Bagamoyo. Ein internationales Beispiel ist das von Jeunesses Musicales International initiierte Projekt im südlichen Afrika Music Crossroads International.
Im Oktober 2006 wurde das von verschiedenen deutschen NROs und Experten formulierte Manifest für eine enge Zusammenarbeit zwischen Auswärtiger Kulturpolitik und Entwicklungspolitik, Kultur und Kunst für nachhaltige Entwicklung veröffentlicht. Es beinhaltet einen Katalog an Leitsätzen für eine erweiterte kulturelle Außenpolitik Deutschlands.
Im Dezember 2009 wurde das Weißbuch „Kulturelle Vielfalt gestalten“ von der Deutschen UNESCO Kommission vorgelegt. „Kulturelle Vielfalt ist eine unverzichtbare Ressource für die Freiheit und Entwicklung von pluralistischen Gesellschaften. Ihre Stärkung ist eine Zukunftsinvestition“, so Walter Hirche, Präsident der Deutschen UNESCO-Kommission. Im Rahmen der Bundesweiten Koalition Kulturelle Vielfalt sammelten deutsche Kulturschaffende, Künstler und Politiker Vorschläge zum Schutz der kulturellen Vielfalt. In dem Weißbuch der Zivilgesellschaft wurden Empfehlungen an die beteiligten Akteure ausgesprochen. Bestandteil dessen ist auch das Kapitel „Fair Culture“, das sich den Nord-Süd und Süd-Süd-Beziehungen im internationalen Austausch widmet.

### Naturschutz durch Entwicklungszusammenarbeit
An Bedeutung hat dieses Feld durch die Auswirkungen des Klimawandels gewonnen, der den Verlust an biologischer Vielfalt beschleunigt. Als globale Bedrohung menschlicher Lebensgrundlage ist der Verlust von Tier- und Pflanzenarten sowie ganzer Lebensräume seit der UN-Konferenz für Umwelt und Entwicklung 1992 in Rio de Janeiro anerkannt worden.
Neuere Ansätze des Naturschutzes gehen davon aus, dass Schutzziele von Lebensräumen oder speziellen Pflanzen und Tierarten nur zu erreichen sind, wenn die Bevölkerung in die Aktivitäten maßgeblich einbezogen wird. Da sich ein Großteil der weltweiten Biodiversität in Entwicklungs- und Schwellenländer befindet, spielen diese Regionen bei den globalen Schutzanstrengungen eine besonders große Rolle. Auf internationaler Ebene fordern die Entwicklungs- und Schwellenländer, am Zugang zu ihren biologischen Ressourcen (Samenbanken etc.) und dem daraus erzielten Mehrwert teilzuhaben (Access and Benefit Sharing). Aus den Schutzinteressen westlicher Staaten und den direkten ökonomischen Interessen der lokalen Bevölkerung erwachsen teilweise Konflikte. Meist versuchen die Akteure, alternative Erwerbsquellen für die Bevölkerung aufzubauen (Ökotourismus etc.).
In Deutschland arbeiten der WWF, der NABU, Euronatur und der BUND über seinen Partner Friends of the Earth im Bereich Entwicklung und Naturschutz. Bedeutendster staatlicher Akteur ist die Gesellschaft für Technische Zusammenarbeit, GTZ.

## Kritik
Kritik an Entwicklungszusammenarbeit kommt aus verschiedenen Richtungen. Teilweise wird der „Utopismus“ der klassischen Entwicklungsansätze kritisiert, der kein Auge für die Realitäten vor Ort habe und grundlegende ökonomische Einsichten missachten würde. Insbesondere fehle es für nachhaltige Entwicklungshilfekonzepte an deren methodischer empirischer Evaluierung. Die permanente wissenschaftliche Überprüfung der Ergebnisse der Hilfsmaßnahmen – in Form verbesserter Bildung oder gestiegenen Wohlstands – sei für effektive Entwicklungshilfe unverzichtbar.
Vor allem Ethnologen, Angehörige indigener Völker und Aktivisten aus Entwicklungsländern (wie z. B. Vandana Shiva aus Indien) weisen darauf hin, dass die Annahmen und Ziele der Entwicklungszusammenarbeit einer eurozentrischen und rein marktwirtschaftlich orientierten Perspektive entspringen. Die allgemein übliche Geringschätzung subsistenzorientierter traditioneller Wirtschaftssysteme, die offen oder subtil als „unterentwickelt“ betrachtet werden, verkennt deren enorme Bedeutung zur Sicherung weitgehend unabhängiger, sozial und ökologisch nachhaltiger Existenzweisen. Anstatt anzuerkennen, dass selbst hergestellte Güter und traditionelles Wissen den Menschen jahrtausendelang eine weitgehende Bedürfnisbefriedigung und z. B. mehr Freizeit als unter modernen Bedingungen ermöglicht hat (→ siehe Geschichtliche Entwicklung des Lebensstandards), werden die westlichen Vorstellungen von (u. a.) Armut, Reichtum und Fortschritt ideologisch zur einzigen Wahrheit erhoben. Insofern bemängeln solche Kritiker, dass Profit, Konsum und Wachstum – die in erster Linie der Weltwirtschaft nutzen und nicht den betroffenen Menschen – die Entwicklungszusammenarbeit maßgeblich bestimmen würden. Im Extremfall sehen sie darin eine Entwicklung von einer bescheidenen, aber unabhängigen und selbstbestimmten zu einer konsumorientierten, aber abhängigen und fremdbestimmten Lebensweise.
Viele linke Kritiker bemängeln, dass westliche Entwicklungshilfe sich an kapitalistischer Produktionsweise orientiere und die Souveränität der Empfängerländer durch politische Vorgaben der Geberländer und internationaler Organisationen untergraben werde. Der ghanaische Ökonom George Ayittey weist zudem darauf hin, dass viele Entwicklungsländer von korrupten Eliten geprägt seien, die nicht im Interesse ihrer Bevölkerungen handelten.
Sowohl Globalisierungskritiker als auch Ökonomen wie Ayittey und Jeffrey Sachs kritisieren einen zu großen Fokus auf industrielle und städtische Entwicklung und die Vernachlässigung der landwirtschaftlichen Entwicklung, die für viele Entwicklungsländer ein sehr wichtiger Wirtschaftssektor ist.
Die gelegentlich geäußerte Kritik, Entwicklungsländer erhielten netto gar keine Entwicklungshilfe, da die Rückzahlungen von Schulden größer als die geleistete Hilfe sei, ist jedoch falsch. Das zeigen Zahlen, die die OECD veröffentlicht, Zahlen, die vom Entwicklungsprogramm der Vereinten Nationen (UNDP) veröffentlicht werden und mehrere Untersuchungen unabhängiger Wissenschaftler. In allen Jahren seit 1960 sind die Netto-Flüsse von Entwicklungshilfegeldern (Hilfsgelder abzüglich Schuldenrückzahlung) positiv. So flossen beispielsweise im Jahr 2004 netto 26,5 Milliarden USD nach Sub-Sahara-Afrika. Eine Ausnahme bildet Südafrika, das mittlerweile selbst ein Geberland ist und von vielen als Vorbild für erfolgreiche Entwicklung angeführt wird. Da es selbst keine Entwicklungshilfe mehr bezieht, aber noch alte Schulden abbezahlt, hatte es in den letzten Jahren negative Mittelflüsse.
Die römisch-katholische Kirche kritisiert, dass bei der auf rein technisch-materiellen Prinzipien aufgebauten Entwicklungszusammenarbeit Gott nicht nur ausgelassen wurde, sondern die Menschen von Gott abgedrängt würden und damit die Dritte Welt zur Dritten Welt im heutigen Sinn gemacht worden sei. Auch Vertreter katholischer Orden, die sich 2007 mit 118 Mio. Euro in der Entwicklungszusammenarbeit engagierten, fordern eine stärkere Präsenz in den deutschen Fachgremien der Entwicklungshilfe. Dies widerspricht jedoch oftmals dem Verständnis der Trennung von Kirche und Staat. Umgekehrt lässt sich auch kritisieren, dass ebendiese Kirche stattdessen ein Missionsziel verfolgt, sich mithin auf ähnliche Weise um eigene Interessen kümmert.
Es wird auch angeführt, dass die Gelder hauptsächlich der eigenen Wirtschaft zugutekommen. So warb das Bundesministerium für Entwicklungszusammenarbeit 2010 selbst damit, dass jeder Euro der Entwicklungszusammenarbeit für die deutsche Wirtschaft einen dreimal so großen Effekt in Form anschließender Exporte hat. CDU und FDP hingegen kritisieren seit Jahren, dass die Entwicklungshilfe in Deutschland in einer „Schieflage“ sei und zu wenig Wirtschaftshilfe im Blickpunkt habe. Insbesondere wird die Entwicklungshilfe für China kritisiert (im Jahr 2006 wurden 56,5 Millionen Euro Entwicklungshilfe an China gezahlt, im Jahr 2008 waren es 187 Millionen Euro Entwicklungshilfe für China), da China längst kein Entwicklungsland mehr sei und mittlerweile zu einem Hauptkonkurrenten in der globalisierten Weltwirtschaft aufgestiegen sei. Das Bundesentwicklungsministerium wollte die finanzielle Entwicklungshilfe für China 2008 einstellen.

### Beispiel Afrika
Afrika gilt vielen Kritikern in seiner Gesamtheit als Musterbeispiel für eine fehlgeleitete Entwicklungspolitik, wenn, als ein möglicher Gradmesser, Lebensstandard und Einkommenssituation der Menschen auf dem Land zur Zeit der Unabhängigkeit mit der Situation 40 Jahre später verglichen werden. Kritiker, die die Höhe der in einem Zeitraum geleisteten Hilfszahlungen in einem bestimmten Gebiet abschätzen und die früher ausgesprochenen Erwartungen mit der aktuellen wirtschaftlichen Lage der Bevölkerung vergleichen, stellen eine Diskrepanz fest. Insgesamt hat der Westen Entwicklungsgelder von 800 Milliarden Euro an Afrika geleistet. Dies ist ein mehrfaches des Marshallplans. Das Hauptproblem sind korrupte Eliten, die sich an den Entwicklungsgeldern bereicherten. So sind nach Ansicht des Unternehmensberaters Prinz Asfa-Wossen Asserate geschätzte 600 Milliarden Euro nicht in Entwicklungsprojekte geflossen, sondern in das Privatvermögen Einzelner. Das Eingeständnis von verfehlter Entwicklungshilfe prägte in liberalen Kreisen den Begriff „Hilfspessimismus“, der entwicklungspolitische Resignation bedeutet. Besonders in Afrika zeigt sich, dass Entwicklungshilfe gerade bei der Bekämpfung der größten Armut versagt hat und häufig nur eine Abhängigkeit von dieser Hilfe geschaffen wurde. Dambisa Moyo verachtet die westliche Glamour-Hilfe und Almosenkultur; die Entwicklungshilfe hält sie für seit 60 Jahren verfehlt und zerstörerisch. Nach ihrer Ansicht hat Bob Geldof das Fanal für eine ganze Armee von Moralaktivisten gesetzt, die Afrika zum „Objekt eines weltweit wohlinszenierten Mitleids“ und die Entwicklungshilfe zu einer Art kultureller Handelsware machten – mit der bizarren Folge, dass Musikern, die noch nicht einmal in Afrika leben, die Kompetenz zugesprochen worden sei, Afrikas Misere beenden zu können.
Eine radikale Kritik aus liberaler Sicht, wie sie der britische Ökonom Peter Bauer und der kenianische Ökonom James Shikwati geäußert haben, sieht Entwicklungshilfe als einen der Gründe für Afrikas Probleme. Da sie die wirtschaftliche Intervention und den freien Warenaustausch zwischen den Entwicklungsländern und die Herausbildung einer privaten Wirtschaft behindere, sei sie einzustellen. Peter Bauer verglich etwa die Entwicklung von Somalia mit seinem de facto unabhängigen Landesteil Somaliland. Während Somaliland aufgrund seiner internationalen Isolation durch eigene Leistungen positive Entwicklungen gezeigt habe, sei Somalia trotz mehrfacher Hilfen aus dem Ausland ein „failed state“. James Shikwati kritisiert Entwicklungshilfe als ein Mittel, um afrikanische Länder an westliche Kapitalgeber zu binden und somit eine einseitige wirtschaftliche und politische Abhängigkeit zu erzeugen. Seit 2000 plädiert er für eine radikale Abkehr vom Konzept der Entwicklungshilfe. Sie habe Afrika nur abhängig gemacht und Machtstrukturen verfestigt, von denen wenige profitieren. Nach Ansicht von James Shikwati sind die Chinesen (mit ihrer Entwicklungshilfe gegenüber Afrika) aufrichtiger: „Sie nähern sich Afrika mit einer bestimmten Botschaft: Wir wollen dies, ihr gebt uns jenes, dafür kriegt ihr das. Das stellt die alten Dimensionen der Entwicklungshilfe auf den Kopf.“ Zahlreiche afrikanische Intellektuelle und Praktiker teilen die Kritik Shikwatis an der bisherigen Entwicklungspolitik des Westens und sind der Überzeugung, „dass die Entwicklungshilfe jeden Anreiz zerstört, gut zu wirtschaften und die Volkswirtschaft anzukurbeln. Entwicklungshilfe zu beziehen ist einfacher, als ein Land zu sanieren“.
Eine politische Kritik will Entwicklungszusammenarbeit mit der Frage nach demokratischen Strukturen in den Empfängerländern und ihrem für das Gemeinwohl sinnvollen Einsatz des Staatshaushalts verknüpft sehen. In beiden Punkten werden den meisten Ländern Afrikas Defizite attestiert.
Unter anderem George Ayittey kritisiert, dass ein großer Teil der Entwicklungshilfe, die in afrikanische Länder geflossen ist, von korrupten Eliten missbraucht werde, und kommt daher zu dem Schluss: „African problems must be solved by Africans“ („Afrikanische Probleme müssen von Afrikanern gelöst werden“).
Unabhängig von theoretischer Kritik aus marktwirtschaftlichen Gesichtspunkten wird von unabhängigen Entwicklungshelfern vor Ort und von Journalisten die ungerechte Verteilung der langfristigen Hilfe und insbesondere die als Überbrückungsmaßnahme angelegte Katastrophenhilfe kritisiert. Katastrophenhilfe hat mit Entwicklungshilfe prinzipiell nichts zu tun, steht aber oft vor ähnlichen Problemen, wie die Operation Lifeline Sudan zeigte. Es gibt das unvermeidliche praktische Problem, dass die Verteilung der Hilfe aufgrund machtpolitischer Strukturen erfolgt und von den Entwicklungsorganisationen nicht ausreichend kontrolliert werden kann. Hierbei kommt zur Sprache, dass auf Güter, die im Rahmen der Entwicklungshilfe eingeführt werden sollen, von zahlreichen Empfängerländern Einfuhrzölle erhoben und Forderungen gestellt werden, die mit den Projekten in keinem Zusammenhang stehen. Weder Geber- noch Empfängerländer oder die „Hilfsindustrie“ können laut den Kritikern der Entwicklungspraxis ein Interesse haben, diese Kosten vor Ort zu bilanzieren.

## Finanzielle Aufwendungen
Im Jahre 2016 wurden Entwicklungshilfezahlungen in Höhe von 157,7 Milliarden US-Dollar von den Staaten der Official Development Assistance getätigt. Der größte Teil kam den Staaten Subsahara-Afrikas zugute mit 44,3 Mrd. US-Dollar vor den Staaten des Mittleren Ostens und Nordafrikas mit 25,7 Mrd. USD und Südasiens mit 14,0 Mrd. USD. Die Höhe der gezahlten Entwicklungshilfe stieg von 4,2 Mrd. im Jahre 1960 auf 157,7 Mrd. im Jahre 2016. Die gezahlte Entwicklungshilfe als Anteil des weltweiten Bruttonationaleinkommens sank allerdings von 0,31 % auf 0,21 % ab.
| Jahr | Entwicklungshilfe in Mio. US-Dollar | Anteil Welt-BNE | Größter Empfänger   |
| ---- | ----------------------------------- | --------------- | ------------------- |
| 1960 | 4.233,3                             | 0,31 %          | Indien              |
| 1970 | 6.816,8                             | 0,23 %          | Indien              |
| 1980 | 34.474,6                            | 0,31 %          | Indien              |
| 1990 | 58.531,2                            | 0,26 %          | Ägypten             |
| 2000 | 52.025,8                            | 0,15 %          | Volksrepublik China |
| 2005 | 108.098,0                           | 0,22 %          | Irak                |
| 2010 | 130.685,4                           | 0,20 %          | Afghanistan         |
| 2011 | 141.692,9                           | 0,19 %          | Afghanistan         |
| 2012 | 133.538,5                           | 0,18 %          | Afghanistan         |
| 2013 | 151.100,8                           | 0,20 %          | Ägypten             |
| 2014 | 161.661,3                           | 0,20 %          | Afghanistan         |
| 2015 | 152.727,7                           | 0,20 %          | Syrien              |
| 2016 | 157.676,2                           | 0,21 %          | Syrien              |